# Neocorynura faceta
Neocorynura faceta is een vliesvleugelig insect uit de familie Halictidae. De wetenschappelijke naam van de soort is voor het eerst geldig gepubliceerd in 2012 door Engel  en Smith-Pardo.